# Міст короля Людовика Святого (фільм, 2004)
«Міст короля Людовика Святого» (англ. The Bridge of San Luis Rey) — іспансько-британсько-французький фільм режисера Мері МакГакіан, яка зняла на основі однойменного роману американського письменника Торнтона Вайлдера драму про нібито події в Перу, XVIII століття. Фільм створений у 2004 році інтернаціональної групою кінематографістів з Франції, Іспанії, Великої Британії та США. Фільм добре костюмований. Вражаючі натурні зйомки в горах Андалусії і Кастилії (Іспанія).

## Сюжет
Перу, XVIII століття. В Андах обривається підвісний міст, пишномовно званий мостом короля Людовика Святого. У трагедії гинуть п'ятеро людей. Хто вони? За що Бог перервав їх мирське існування? Яка остання крапля порушила баланс Його терпіння? Ці запитання ставить собі свідок обвалення — монах-францисканець брат Юніпер (Бірн). У своїх мандрах монах шукає земні сліди тих, П'ятьох. Їхні долі переплітаються і розбігаються, як ліани в Сельві, захоплюючи нових учасників. Віце-король Перу (Ебрахам) і його коханка актриса Перікола (ісп. La Perricholi), раніше перша красуня, знівечена віспою і йде у монастир (Лопес де Айала); їх незаконнонароджений син і усиновив його директор бродячого театру Дядько Піо (Кейтель); схожі, як краплі, німі близнюки (Марк і Міхаель Поліш) і абсолютно різні огрядна маркіза (Бейтс) і аскетична абатиса (Чаплін). Буква за буквою народжується книга мандрівного ченця.
Книгу — у вогонь, автора — на багаття. Вирок архієпископа Ліми (Де Ніро) швидкий і однозначний. Так чи небезпечно для віри дослідження одинокого монаха, тим більше в очах такого освіченого духовного наставника, або брат Юніпер занадто далеко проник в мирські таємниці Великих? Дива не станеться, розв'язка фільму трагічна. Межі допустимого пошуку Божого Промислу встановлюються на землі.

## Історична та літературна основа
Загальною основою, в деякій частині, для створення літературного та кінематографічного твору послужила історія перуанської актриси і співачки Мікаели Вільєгас (у фільмі — Каміли Вільєгас). Віце-король Перу Мануель де Амат і Хуньет дійсно складався з нею в любовному зв'язку, хоча різниця у віці у них була справді драматична — понад 40 років. Після закінчення повноважень її коханця і відплиття його в Іспанію, вона не віддалялася в монастир. Аж до своєї смерті в 1819 році вона жила безбідно, займалася адмініструванням театру і благодійністю.
Події ці, що відбувалися в дійсності на півстоліття пізніше, ніж відображено у фільмі, послужили основою таких художніх творів, як комедія «Карета святих дарів» Проспера Меріме і оперети «La Perricholi» Жака Оффенбаха. Роман Торнтона Уайлдера «Міст короля Людовика Святого», лауреат Пулітцерівської премії 1928 року, двічі екранізувався під авторською назвою: в 1929 і в 1944 році.

## У ролях
- Фарід Мюррей Абрахам: Віце-король Перу
- Гебріел Бірн: Брат Юніпер
- Кеті Бейтс: Маркіза
- Гарві Кейтель: Дядько Піо
- Джеральдіна Чаплін: Абатиса
- Роберт Де Ніро: Архієпископ Ліми
- Емілі Дек'єнн: Донья Клара
- Пілар Лопес де Айала: Перікола
- Джим Шерідан : Карл III

## Нагороди
Премія Гойя за 2004 рік у номінації «Найкращий дизайн костюмів»

## Критика
Цитата з найбільш делікатної і витриманої статті про фільм: "Наскільки поганий може бути фільм, в якому зайняті такі видатні таланти … Дуже поганий, на жаль. «Міст короля Людовика Святого», візуальна картина якого порівнянна з полотнами Веласкеса, виглядає дорожче, ніж того варто. Фільм погубило сліпе шанування його (літературного) першоджерела. Усе найкраще поховано під тоннами дорогих костюмів ". — Стефан Голден, «Зірки втрачають блиск в стародавньому Перу» / / Нью-Йорк Таймс (10 червня 2005 р.)